# Meikle Ferry (Ort)

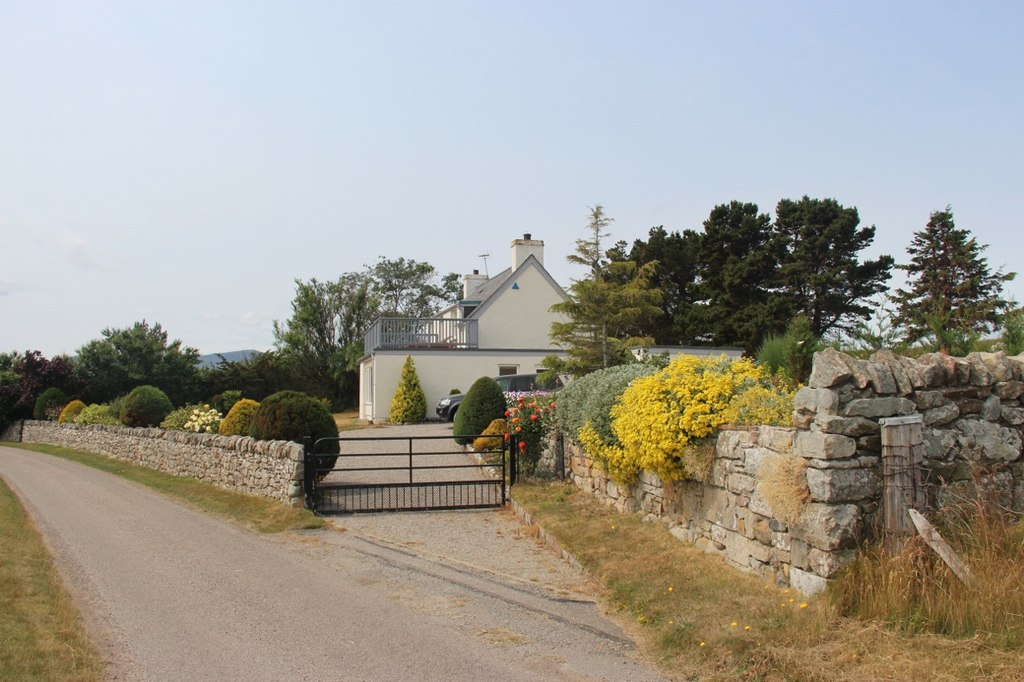
Das letzte Haus vor dem Fähranleger

Meikle Ferry, auch Ferrytown genannt, ist eine kleine Streusiedlung in der Region Highland im Norden von Schottland. In Bezug auf die traditionellen Grafschaften zählt sie zu Sutherland. Sie liegt an der Spitze einer Halbinsel, die nach Süden und Westen durch den Dornoch Firth, nach Norden durch den Poll na Caorach und den See Loch Evelix begrenzt wird. Meikle Ferry liegt auf dem Gebiet der Community Council Area Dornoch, der gleichnamige Hauptort liegt etwa sieben Kilometer im Nordosten. Gleichweit in südöstlicher Richtung liegt Tain, drei Kilometer nach Südwesten Edderton entfernt, beide allerdings auf der gegenüberliegenden Seite des Dornoch Firth. Zu den wenigen Gebäuden zählen auch die des Golfplatzes Carnegie Golf Course. Die Bezeichnung Ferrytown bezog sich teilweise auch nur auf einen einzelnen Gutshof in diesem Bereich.
Der Name leitet ab sich von der Meikle Ferry, einer 1957 eingestellten Fährverbindung die ihren nördlichen Anleger am Westrand dieses Gebietes hatte. Sie führte über den Dornoch Firth nach Ferry Point an der Nordwestspitze der Halbinsel Ness of Portnaculter.